# 根特丹波特站
根特丹波特站（荷蘭語：Station Gent-Dampoort）是比利时东佛兰德省省会根特的鐵路車站，位于丹波特街区，是仅次于根特圣彼得斯站的根特第二大铁路车站。

## 列车服务
该站提供以下列车服务：
- 城际列车 (IC-02) 奥斯坦德 - 布魯日 - 根特 - 圣尼克拉斯 - 安特卫普
- 城际列车 (IC-04) 里尔/波珀灵厄 - 科特赖克 - 根特 - 圣尼克拉斯 - 安特卫普
- 城际列车 (IC-28) 根特 - 圣尼克拉斯 - 安特卫普（周一至周五）
- 地方列车 (L-05) 埃克洛 - 根特 - 奥德纳尔德 - 龙瑟
- 地方列车 (L-05) 埃克洛 - 根特 - 奥德纳尔德 - 科特赖克（周一至周五）